# لوكاس مارتينز
لوكاس مارتينز (بالبرتغالية: Lucas Martins) هو فنان قتال مختلط برازيلي، ولد في 11 نوفمبر 1988 في مونتيس كلاروس في البرازيل.

## وصلات خارجية
- لوكاس مارتينز على موقع يو إف سي (الإنجليزية)
- لوكاس مارتينز على موقع شيردوغ (الإنجليزية)